# NGC 3025
NGC 3025 é uma galáxia lenticular (S0) localizada na direcção da constelação de Hydra. Possui uma declinação de -21° 44' 29" e uma ascensão recta de 9 horas, 49 minutos e 29,0 segundos.
A galáxia NGC 3025 foi descoberta em 21 de Março de 1835 por John Herschel.